# Frédérique de Man
Frédérique de Man (* 1955 oder 1956) ist eine niederländische Diplomatin. Sie war von 2015 bis 2019 die niederländische Botschafterin in Ruanda.

## Leben
Frédérique de Man studierte von 1974 bis 1981 Sozial- und Wirtschaftsgeschichte an der Universität Leiden und erhielt 1990 von der École nationale d’administration in Paris ein Diplom in Internationaler Öffentlicher Verwaltung.
Sie ist verheiratet mit Roeland van de Geer, dem ehemaligen niederländischen Botschafter in Südafrika und Botschafter der Europäischen Union in Tansania.

## Diplomatischer Werdegang
Die promovierte Diplomatin arbeitet seit 1983 für das niederländische Außenministerium. Auslandseinsätze hatte sie hier bis 1996 in Daressalam, Luxemburg, Brüssel, Ouagadougou und Islamabad. Von August 1996 bis Juli 1999 war sie Leiterin der Abteilung für Humanitäre Hilfe im Außenministerium in Den Haag, von Juli 1999 bis Juli 2002 dort Direktorin der politischen Abteilung. 2003 war sie von Januar bis Juli Geschäftsträgerin in der niederländischen Botschaft in Kabul, wurde aber noch im selben Jahr abberufen zu ihrem ersten Botschafterposten.
Von Dezember 2003 bis Juli 2007 war sie Botschafterin in Skopje. Von August 2007 bis Juli 2010 kehrte sie als Inspektorin in das niederländische Außenministerium zurück. Ihren nächsten Auslandseinsatz hatte sie von September 2010 bis Juli 2015 als Botschafterin in Maputo. Ihre Nachfolgerin in Mosambik wurde Pascalle Grotenhuis. Von 2015 bis 2019 war Frédérique de Man als Nachfolgerin von Leoni Cuelenaere die niederländische Botschafterin in Kigali.